# Mapulaca (ort)
Mapulaca är en ort i Honduras.   Den ligger i departementet Departamento de Lempira, i den västra delen av landet, 150 km väster om huvudstaden Tegucigalpa. Mapulaca ligger 169 meter över havet och antalet invånare är 3 866.
Terrängen runt Mapulaca är huvudsakligen kuperad. Mapulaca ligger nere i en dal. Runt Mapulaca är det ganska tätbefolkat, med 179 invånare per kvadratkilometer. Närmaste större samhälle är Piraera, 16,6 km öster om Mapulaca. Omgivningarna runt Mapulaca är en mosaik av jordbruksmark och naturlig växtlighet.